# Sedd el Bahr

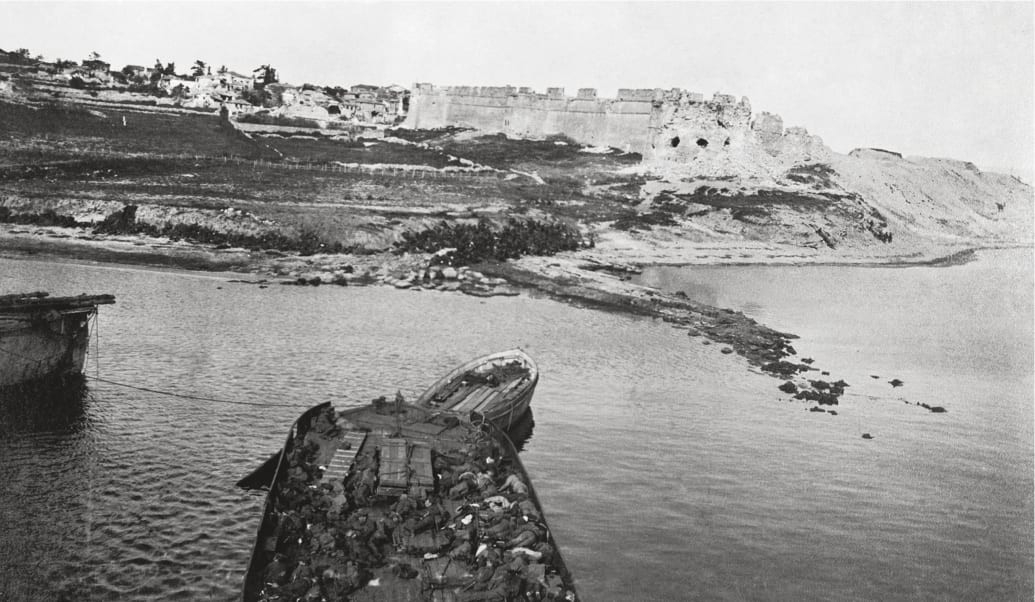
Zamek i wioska Sedd el Bahr widziana z pokładu SS River Clyde w czasie desantu na Helles, 25 kwietnia 1915 r.

Sedd el Bahr (we współczesnym tureckim Seddülbahir, „klucz do morza”) to wioska na przylądku Helles znajdującym się na półwyspie Gallipoli w Turcji. Wioska leży we wschodniej części przylądka, na brzegu Dardaneli. W czasie kampanii o Gallipoli był to przyczółek desygnowany jako „plaża V”, który został zdobyty przez dwa irlandzkie bataliony, jeden z nich atakujący z SS River Clyde, w czasie lądowania na Helles.
Na końcu przylądku znajduje się zamek Sedd el Bahr Kale, znany także jako Eski Kale („Stary zamek”) zbudowany w 1659. W czasie kampanii o Gallipoli, w planach brytyjskich figurował jako „Fort No. 1”, uzbrojony był w 10 dział, w tym dwa działa Krupp 28 cm L/22. Marynarka brytyjska ostrzelała ten zamek 3 listopada 1914 roku poważnie go uszkadzając i zabijając 86 tureckich żołnierzy. Brytyjczycy ponownie zaatakowali fort 19 lutego 1915 roku w czasie operacji morskich poprzedzających lądowania wojsk alianckich. Sedd El Bahr był wielokrotnie bombardowany i atakowany przez zespoły saperów. Do końca operacji morskich 18 marca fort został wyeliminowany jako poważna groźba dla floty brytyjskiej.